# سباستین مازور
سباستین مازور (انگلیسی: Sébastien Mazure؛ زادهٔ ۲۰ مارس ۱۹۷۹) بازیکن فوتبال اهل فرانسه است.
از باشگاه‌هایی که در آن بازی کرده‌است می‌توان به باشگاه فوتبال کان، باشگاه فوتبال لو آور، و باشگاه فوتبال سن-اتین اشاره کرد.